# Gymnosiphon suaveolens
Gymnosiphon suaveolens är en enhjärtbladig växtart som först beskrevs av Gustav Karl Wilhelm Hermann Karsten, och fick sitt nu gällande namn av Ignatz Urban. Gymnosiphon suaveolens ingår i släktet Gymnosiphon och familjen Burmanniaceae. Inga underarter finns listade i Catalogue of Life.